# Sjöräddningssällskapet

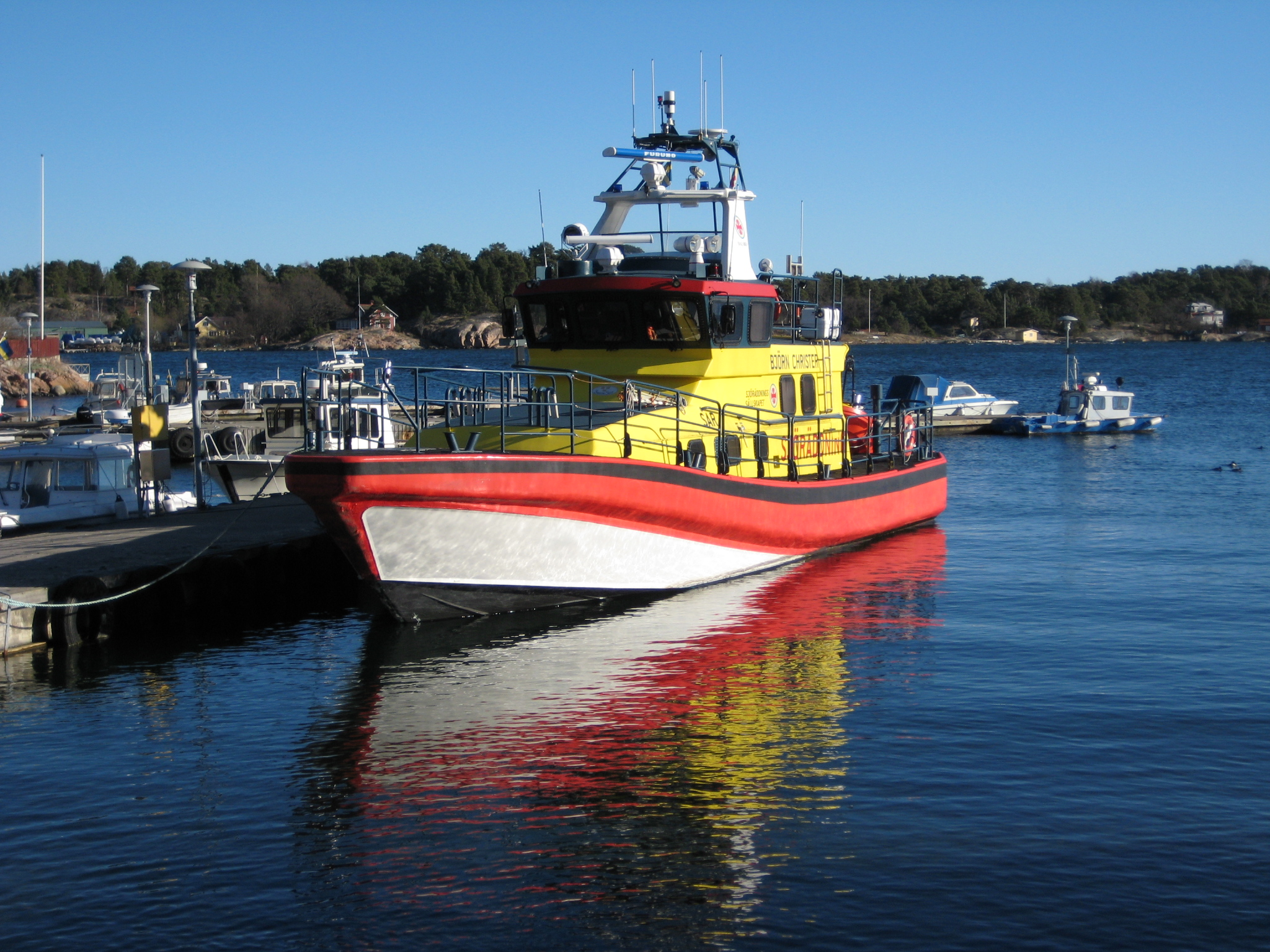
Ein Boot der Seenotrettung im Hafen der Insel Dalarö

Sjöräddningssällskapet bzw. Svenska Sällskapet för Räddning af Skeppsbrutne (SSRS) (deutsch Schwedische Gesellschaft zur Rettung Schiffbrüchiger) ist der freiwillige Seenotrettungsdienst in Schweden. Die Gesellschaft wurde 1907 in Stockholm gegründet.
SSRS arbeitet entlang der schwedischen Küste, auf der Ostsee sowie im Kattegat und Skagerrak. Die Gesellschaft finanziert sich wie die deutsche DGzRS ausschließlich aus Mitgliedsbeiträgen und Spenden. Sie unterhält 65 Stationen (Sjöräddningsstationer) und stellt 140 Fahrzeuge mit insgesamt 1500 Freiwilligen als Besatzung bereit. 300 dieser Freiwilligen sind innerhalb von 15 Minuten einsatzbereit.